# Pierpaolo Ferrazzi
Pierpaolo Ferrazzi (Bassano del Grappa, 23 luglio 1965) è un ex canoista italiano, specializzato nel kayak slalom, vincitore di una medaglia d'oro e una di bronzo ai Giochi olimpici nel K1 slalom.

## Carriera
Oltre alle due medaglie olimpiche vanta anche due medaglie d'argento a squadre ai campionati mondiali, mentre ai Giochi olimpici fu anche fu 17º ad Atlanta 1996 e 19º ad Atene 2004.

## Palmarès
| Anno | Manifestazione      | Sede                | Evento       | Risultato |
| ---- | ------------------- | ------------------- | ------------ | --------- |
| 1992 | Giochi olimpici     | Barcellona          | K1 slalom    | Oro       |
| 2000 | Giochi olimpici     | Sydney              | K1 slalom    | Bronzo    |
| 2002 | Campionati mondiali | Bourg-Saint-Maurice | K1 a squadre | Argento   |
| 2005 | Campionati mondiali | Penrith             | K1 a squadre | Argento   |